# Johann Georg Herbst
Johann Georg Herbst (* 13. Januar 1787 in Rottweil; † 31. Juli 1836 in Tübingen) war katholischer Geistlicher sowie Professor für orientalische Sprachen und Exegese an der Universität Tübingen. Hier war er 1819 Mitbegründer der traditionsreichen Theologischen Quartalschrift.

## Ausbildung und Werdegang
Nach dem Besuch des Gymnasiums in Rottweil trat Herbst 1805 als Novize in das Benediktinerstift St. Peter im Schwarzwald ein. Er studierte 1806 und 1807 Philosophie, Physik und Mathematik in Freiburg im Breisgau und kehrte nach Aufhebung von St. Peter im Frühjahr 1807 nach Rottweil zurück. Nachdem er am Lyzeum das Examen in Philosophie und Theologie bestanden hatte, kehrte er 1810 erneut nach Freiburg zurück, wo er sich unter Anleitung von Johann Leonhard Hug (1765–1846) mit den orientalischen Sprachen und der Bibelwissenschaft befasste.
An die Priesterweihe 1811 schloss sich eine Stelle als Pfarrverweser in Freiburg-Adelhausen an, die ihm erneut das Studium der Sprachen und der Exegese in Freiburg ermöglichte. Im Oktober wechselte er bereits an das neu eingerichtete Priesterseminar in Ellwangen, wo er neben theologischen auch philologische Vorlesungen hielt. 1814 wechselte er an die Katholische Landesuniversität Ellwangen, wo er den Lehrstuhl von Cölestin Spegele (1761–1831) vertrat und bereits im Folgejahr zum ordentlichen Professor berufen wurde. 1817 wurde er feierlich zum Dr. theol. promoviert.

## Wirken in Tübingen
Als die Ellwanger Fakultät 1817 nach Tübingen übersiedelte, bekleidete Herbst dort die Stelle eines Ordinarius für orientalische Sprachen, für die Einführung in das Alte Testament, die biblische Archäologie sowie alttestamentliche Exegese. Vertretungsweise hielt er auch Vorlesungen zur Kirchengeschichte. In seiner Tübinger Zeit wurde Herbst 1832 zum Oberbibliothekar der Universitätsbibliothek bestellt, wo er sich insbesondere um die Ordnung der Finanzen verdient machte und den Bücherbestand deutlich vermehrte. Das Amt des Dekans bekleidete er fünfmal, 1833/1834 war er Rektor der Universität.

## Forschungen
Er forschte insbesondere zu historischen Themen, zur Kirchengeschichte und den frühen Konzilien, obwohl er Ordinarius für Exegese war. Viele Beiträge zur Tübinger Theologischen Quartalschrift, die er mitbegründet hatte, stammen aus seiner Feder. In Gmünd erschien seine Abhandlung „De Pentateuchi quatuor librorum posteriorum auctore et editore commentatio“.
In den letzten Lebensjahren arbeitete er an einer „Historisch-kritischen Einleitung in die Schriften des Alten Testaments“, konnte sie aber nicht vollenden. Sein Nachfolger Benedikt Welte publizierte sie mit Ergänzungen ab 1840.
Im Konflikt um das Erzbistum Freiburg gehörte Herbst zu den Anhängern des Ignaz Heinrich von Wessenberg.